# Mys Gorbatyj
Mys Gorbatyj (englische Transkription von russisch Мыс Горбатый Mys Gorbaty, deutsch ‚Buckeliges Kap‘) ist ein Kap an der Ingrid-Christensen-Küste des ostantarktischen Prinzessin-Elisabeth-Lands. Es liegt in den Vestfoldbergen.
Russische Wissenschaftler benannten es deskriptiv.